# 瓦普察羅夫峰
62°37′13.2″S 59°54′07.5″W / 62.620333°S 59.902083°W

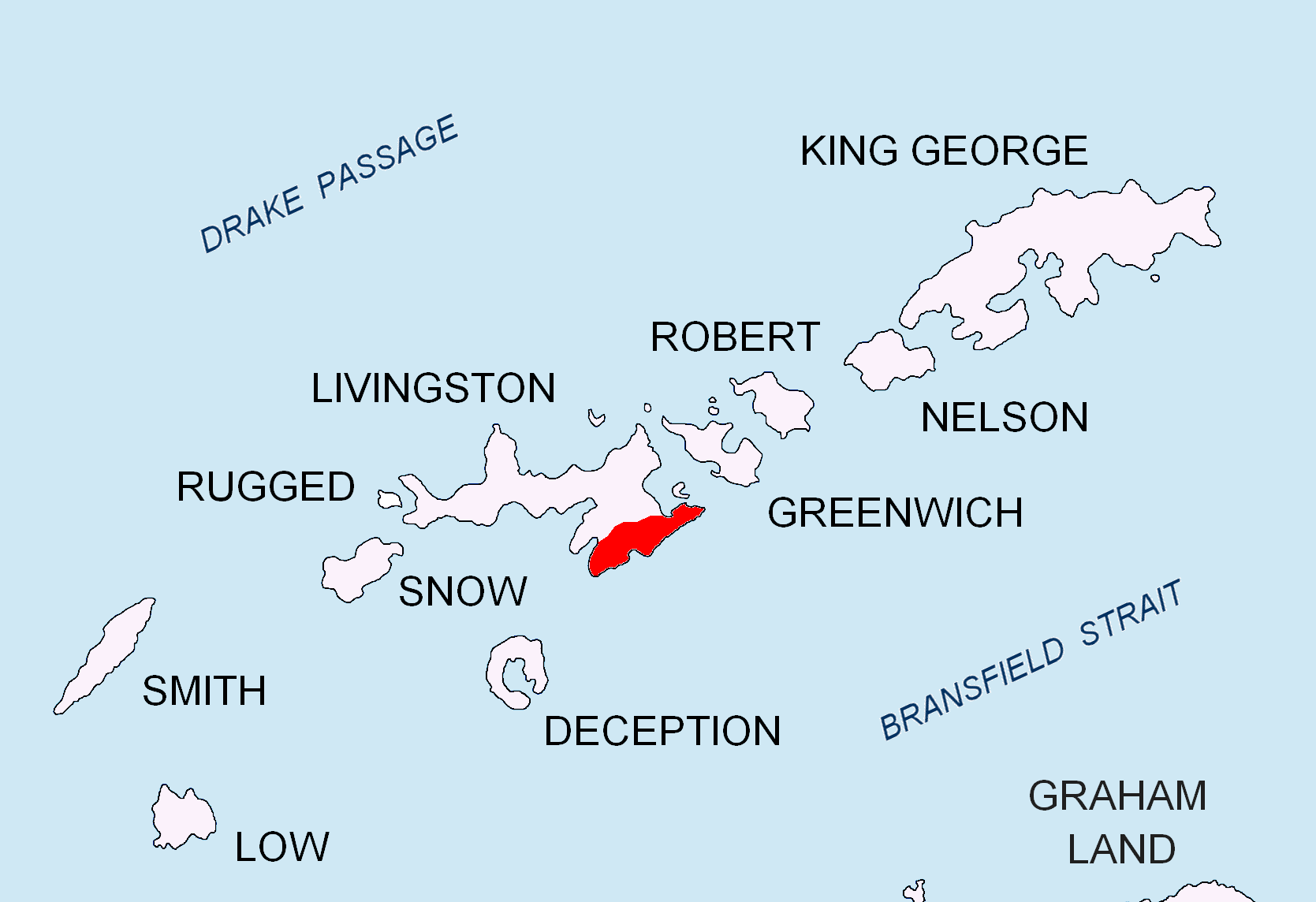

瓦普察羅夫峰是南極洲的山峰，位於南設得蘭群島的利文斯頓島，屬於騰格里山脈中德爾切夫嶺的一部分，海拔高度410米，以保加利亞的詩人命名。

## 外部連結
- SCAR Composite Antarctic Gazetteer（页面存档备份，存于）.